# Magelhaenplevieren
De Magelhaenplevieren is een familie van vogels uit de orde steltloperachtigen. De familie telt één soort.

## Taxonomie
De familie bestond eerst niet maar hoorde tot de familie van de kieviten en plevieren. Echter, in de jaren 1970 werd de soort afgesplitst en in een eigen familie geplaatst. Deze bijzondere positie werd bevestigd door moleculair genetisch onderzoek sinds 2003 aan de fylogenie van de steltloperachtigen. De Magelhaenplevier vormt samen met de ijshoenders (of zuidpoolkippen, Chionididae) en de grielen (Burhinidae) een eigen clade binnen de orde 
Charadriiformes.
- Geslacht Pluvianellus
  - Pluvianellus socialis (Magelhaenplevier)

Vechtkwartels · Jacana's · Goudsnippen · Krabplevieren · Scholeksters · Ibissnavels · Steltkluten en kluten · Grielen · Renvogels en vorkstaartplevieren · Kieviten en plevieren · Magelhaenplevieren · Strandlopers en snippen · Kwartelsnippen · Trapvechtkwartels · Goudsnippen · IJshoenders · Jagers ·Pluvianidae (krokodilwachter) · Meeuwen, schaarbekken en sterns · Alken